# NBA-Draft 2000
Der NBA-Draft 2000 wurde am 28. Juni 2000 in Minneapolis, Minnesota durchgeführt. In zwei Runden wurden jeweils 29 Spieler von NBA-Teams ausgewählt.
Dieser Draftjahrgang wurde von ESPN 2009 als einziger Jahrgang mit der amerikanischen Note "F" bewertet, was ihn zum schlechtesten Draft der modernen Draftgeschichte macht. Lediglich drei Spieler wurden zum All-Star Game eingeladen: Kenyon Martin, Jamaal Magloire und Michael Redd. Weitere Spieler dieses Draftjahrgangs, die eine erfolgreiche NBA-Karriere vorzuweisen haben, sind unter anderem Mike Miller, Jamal Crawford und Hedo Turkoglu.

## Runde 1
| Pick | Spieler                  | Nationalität       | NBA Team                                                        | vorheriges Team/College                            |
| ---- | ------------------------ | ------------------ | --------------------------------------------------------------- | -------------------------------------------------- |
| 1    | Kenyon Martin (PF)       | Vereinigte Staaten | New Jersey Nets                                                 | University of Cincinnati                           |
| 2    | Stromile Swift (F/C)     | Vereinigte Staaten | Vancouver Grizzlies                                             | Louisiana State University                         |
| 3    | Darius Miles (F/G)       | Vereinigte Staaten | Los Angeles Clippers                                            | East St. Louis High School (Illinois)              |
| 4    | Marcus Fizer (F)         | Vereinigte Staaten | Chicago Bulls                                                   | Iowa State University                              |
| 5    | Mike Miller (F/G)        | Vereinigte Staaten | Orlando Magic                                                   | University of Florida                              |
| 6    | DerMarr Johnson (G/F)    | Vereinigte Staaten | Atlanta Hawks                                                   | University of Cincinnati                           |
| 7    | Chris Mihm (C)           | Vereinigte Staaten | Chicago Bulls (nach Cleveland getradet)                         | University of Texas at Austin                      |
| 8    | Jamal Crawford (G)       | Vereinigte Staaten | Cleveland Cavaliers (nach Chicago getradet)                     | University of Michigan                             |
| 9    | Joel Przybilla (C)       | Vereinigte Staaten | Houston Rockets (nach Milwaukee getradet)                       | University of Minnesota                            |
| 10   | Keyon Dooling (G)        | Vereinigte Staaten | Orlando Magic (von Denver Nuggets, nach L.A. Clippers getradet) | University of Missouri                             |
| 11   | Jérôme Moïso (F)         | Frankreich         | Boston Celtics                                                  | University of California, Los Angeles              |
| 12   | Etan Thomas (F/C)        | Vereinigte Staaten | Dallas Mavericks                                                | Syracuse University                                |
| 13   | Courtney Alexander (SG)  | Vereinigte Staaten | Orlando Magic (nach Dallas getradet)                            | California State University, Fresno                |
| 14   | Mateen Cleaves (G)       | Vereinigte Staaten | Detroit Pistons                                                 | Michigan State University                          |
| 15   | Jason Collier (C)        | Vereinigte Staaten | Milwaukee Bucks (nach Houston getradet)                         | Georgia Institute of Technology                    |
| 16   | Hidayet Türkoğlu (SF)    | Türkei             | Sacramento Kings                                                | Efes Pilsen Istanbul (Türkei)                      |
| 17   | Desmond Mason (F/G)      | Vereinigte Staaten | Seattle SuperSonics                                             | Oklahoma State University                          |
| 18   | Quentin Richardson (F/G) | Vereinigte Staaten | Los Angeles Clippers (von Toronto Raptors)                      | DePaul University                                  |
| 19   | Jamaal Magloire (C)      | Kanada             | Charlotte Hornets                                               | University of Kentucky                             |
| 20   | Speedy Claxton (PG)      | Vereinigte Staaten | Philadelphia 76ers                                              | Hofstra University                                 |
| 21   | Morris Peterson (F/G)    | Vereinigte Staaten | Toronto Raptors (von Minnesota Timberwolves)                    | Michigan State University                          |
| 22   | Donnell Harvey (SF)      | Vereinigte Staaten | New York Knicks (nach Dallas getradet)                          | University of Florida                              |
| 23   | DeShawn Stevenson (SG)   | Vereinigte Staaten | Utah Jazz (von Miami Heat)                                      | Washington Union High School (Fresno, Kalifornien) |
| 24   | Dalibor Bagarić (C)      | Kroatien           | Chicago Bulls (von San Antonio Spurs)                           | Benston Zagreb (Kroatien)                          |
| 25   | Iakovos Tsakalidis (C)   | Griechenland       | Phoenix Suns                                                    | AEK Athen (Griechenland)                           |
| 26   | Mamadou N’Diaye (C)      | Senegal            | Denver Nuggets (von Utah Jazz)                                  | Auburn University                                  |
| 27   | Primož Brezec (C)        | Slowenien          | Indiana Pacers                                                  | KK Olimpija Ljubljana (Slowenien)                  |
| 28   | Erick Barkley (G)        | Vereinigte Staaten | Portland Trail Blazers                                          | St. John’s University, New York                    |
| 29   | Mark Madsen (PF)         | Vereinigte Staaten | Los Angeles Lakers                                              | Stanford University                                |

## Runde 2
| Pick | Spieler              | Nationalität       | NBA Team                                  | vorheriges Team/College                            |
| ---- | -------------------- | ------------------ | ----------------------------------------- | -------------------------------------------------- |
| 30   | Marko Jarić (PG)     | BR Jugoslawien     | Los Angeles Clippers                      | Fortitudo Bologna (Italien)                        |
| 31   | Dan Langhi (F)       | Vereinigte Staaten | Dallas Mavericks (von Chicago Bulls)      | Vanderbilt University                              |
| 32   | A. J. Guyton (PG)    | Vereinigte Staaten | Chicago Bulls (von Golden State Warriors) | Indiana University Bloomington                     |
| 33   | Jake Voskuhl (C)     | Vereinigte Staaten | Chicago Bulls (von Vancouver Grizzlies)   | University of Connecticut                          |
| 34   | Khalid El-Amin (G)   | Vereinigte Staaten | Chicago Bulls (von Atlanta Hawks)         | University of Connecticut                          |
| 35   | Mike Smith (F)       | Vereinigte Staaten | Washington Wizards                        | University of Louisiana at Monroe                  |
| 36   | Soumaila Samake (C)  | Mali               | New Jersey Nets                           | Cincinnati Stuff (International Basketball League) |
| 37   | Eddie House (SG)     | Vereinigte Staaten | Miami Heat (von Cleveland Cavaliers)      | Arizona State University                           |
| 38   | Eduardo Nájera (SF)  | Mexiko             | Houston Rockets                           | University of Oklahoma                             |
| 39   | Lavor Postell (G)    | Vereinigte Staaten | New York Knicks (von Boston Celtics)      | St. John’s University, New York                    |
| 40   | Hanno Möttölä (F)    | Finnland           | Atlanta Hawks (von Denver Nuggets)        | University of Utah                                 |
| 41   | Chris Carrawell (G)  | Vereinigte Staaten | San Antonio Spurs (von Orlando Magic)     | Duke University                                    |
| 42   | Olumide Oyedeji (PF) | Nigeria            | Seattle SuperSonics                       | DJK Würzburg (Deutschland)                         |
| 43   | Michael Redd (SG)    | Vereinigte Staaten | Milwaukee Bucks                           | Ohio State University                              |
| 44   | Brian Cardinal (PF)  | Vereinigte Staaten | Detroit Pistons                           | Purdue University                                  |
| 45   | Jabari Smith (C)     | Vereinigte Staaten | Sacramento Kings                          | Louisiana State University                         |
| 46   | DeeAndre Hulett (G)  | Vereinigte Staaten | Toronto Raptors                           | College of the Sequoias                            |
| 47   | Josip Sesar (G)      | Kroatien           | Seattle SuperSonics                       | Cibona Zagreb (Kroatien)                           |
| 48   | Mark Karcher (G)     | Vereinigte Staaten | Philadelphia 76ers                        | Temple University                                  |
| 49   | Jason Hart (PG)      | Vereinigte Staaten | Milwaukee Bucks (von Charlotte Hornets)   | Syracuse University                                |
| 50   | Kaniel Dickens (F)   | Vereinigte Staaten | Utah Jazz (von New York Knicks)           | University of Idaho                                |
| 51   | Igor Rakočević (G)   | BR Jugoslawien     | Minnesota Timberwolves                    | KK Roter Stern Belgrad (Jugoslawien)               |
| 52   | Ernest Brown (C)     | Vereinigte Staaten | Miami Heat                                | Indian Hills Community College                     |
| 53   | Dan McClintock (C)   | Vereinigte Staaten | Denver Nuggets (von Phoenix Suns)         | Northern Arizona University                        |
| 54   | Cory Hightower (G)   | Vereinigte Staaten | San Antonio Spurs                         | Indian Hills Community College                     |
| 55   | Chris Porter (F)     | Vereinigte Staaten | Golden State Warriors (von Utah Jazz)     | Auburn University                                  |
| 56   | Jaquay Walls (G)     | Vereinigte Staaten | Indiana Pacers                            | University of Colorado at Boulder                  |
| 57   | Scoonie Penn (G)     | Vereinigte Staaten | Atlanta Hawks                             | Ohio State University                              |
| 58   | Pete Mickeal (F)     | Vereinigte Staaten | Dallas Mavericks (von Los Angeles Lakers) | University of Cincinnati                           |

## Ungedraftete Spieler
- Malik Allen (PF,  Vereinigte Staaten), Villanova University
- Michael Batiste ( Vereinigte Staaten), Arizona State University
- Yakhouba Diawara ( Frankreich), Pepperdine University
- Richie Frahm (SG,  Vereinigte Staaten), Gonzaga University
- Eddie Gill (SG,  Vereinigte Staaten), Weber State University